# Kastanjegården
Kastanjegården är ett bostadsområde i stadsdelen Fosie, Malmö.
Kastanjegården ligger mellan Gånglåtsvägen och Kontinentalbanan, söder om Agnesfridsvägen. Bebyggelsen ligger i den nordvästra delen och består av villor från 1970-talet.
Den del som ligger mellan Arrievägen och järnvägen är reserverad för industrier, men det enda som byggt ännu är en bensinstation och en McDonald's-restaurang vid avfarten från Yttre ringvägen. En ny väg under järnvägen mellan Lockarps trafikplats och Fosie industriområde färdigställdes 2005. Kastanjegården är ändhållplats på busslinje 2.